# Xinitioco
Xinitioco är en ort i Mexiko.   Den ligger i kommunen San Miguel Tlacotepec och delstaten Oaxaca, i den sydöstra delen av landet, 250 km sydost om huvudstaden Mexico City. Xinitioco ligger 2 107 meter över havet och antalet invånare är 129.
Terrängen runt Xinitioco är huvudsakligen kuperad, men söderut är den bergig. Runt Xinitioco är det ganska glesbefolkat, med 42 invånare per kvadratkilometer. Närmaste större samhälle är Santiago Juxtlahuaca, 9,2 km söder om Xinitioco. I omgivningarna runt Xinitioco växer huvudsakligen savannskog.